# Zygonyx immaculata
Zygonyx immaculata is een libellensoort uit de familie van de korenbouten (Libellulidae), onderorde echte libellen (Anisoptera).
De wetenschappelijke naam Zygonyx immaculata is voor het eerst geldig gepubliceerd in 1933 door Fraser.